# Holly Gillibrand
Holly Gillibrand (2005) es una activista medioambiental británica de origen escocés. A partir de los 13 años, faltó a la escuela durante una hora todos los viernes como parte de la huelga escolar por el clima. Es organizadora de Fridays for Future Scotland.
Fue nombrada Joven Escocesa del Año del Glasgow Times en 2019. También fue nombrada una de las 30 mujeres inspiradoras en la Woman's Hour Power List 2020 de la BBC y fue entrevistada en el programa. Ha escrito para Lochaber Times.
En agosto de 2020, apoyó a Chris Packham en una campaña nacional que tenía como objetivo detener los delitos contra la vida silvestre. En noviembre de ese año, ella y otros jóvenes activistas tuvieron una sesión de preguntas y respuestas con Alok Sharma. Trabaja como asesora de jóvenes para la organización benéfica Heal Rewilding, cuyo objetivo es devolver más tierra a la naturaleza.